# Bülent Arslan
Bülent Arslan (* 17. Februar 1975 in Nevşehir, Türkei) ist ein türkisch-deutscher Politiker. Er war bis 2014 Beisitzer im Landesvorstand der CDU Nordrhein-Westfalen,  war Vorsitzender des von 1997 bis 2014 installierten Deutsch-Türkischen Forums der CDU in Nordrhein-Westfalen und gründete 2002 die Organisationsberatung IMAP, in der er seit 2008 als Geschäftsführer tätig ist. 

## Leben
Arslan wurde in der Türkei geboren und kam 1976 mit seinen Eltern nach Deutschland. 1994 machte er sein Abitur in Viersen. Mit 21 Jahren trat er in die CDU ein. Im Alter von 22 Jahren beantragte er die deutsche Staatsbürgerschaft, die er 1997 erhielt. Von 1994 bis 2000 studierte er an der Universität-Gesamthochschule Duisburg als Stipendiat der Konrad-Adenauer-Stiftung Volkswirtschaftslehre und Politikwissenschaft. Er ist Diplom-Volkswirt, selbständiger Unternehmensberater und lebt in Viersen. Im Jahr 2002 gründete Arslan das „imap Institut für interkulturelle Management- und Politikberatung“, das Unternehmen und Kommunen im Bereich der Integrationslösungen, der Außenwirtschaft im Nahen und Mittleren Osten und des interkulturellen Marketings berät. Die Beratungsfirma IMAP konzentriert sich inzwischen vor allem auf die Entwicklung der Veränderungsfähigkeit von Menschen und Organisationen.
Arslan ist verheiratet und hat zwei Kinder.

## Partei
1995 wurde Arslan zum Vorsitzenden des Ausländerbeirats der Stadt Viersen gewählt und übernahm später das Amt des Ausländerbeauftragten der örtlichen CDU. Von 2000 bis 2003 war er Mitglied der Zuwanderungskommission der CDU. Er kandidierte 2002 und 2005 auf der Liste der CDU Nordrhein-Westfalen für den Deutschen Bundestag, zog aber in beiden Fällen nicht in den Bundestag ein.
Arslan ist Muslim und war Vorsitzender des Deutsch-Türkischen Forums, das besonders auf eine aktive Mitgestaltung der Integrationspolitik abzielte. Er engagierte sich für die Bundesverbandsgründung des Deutsch-Türkischen Forums, war Mitglied der Kommission zur Erstellung des 2007 verabschiedeten dritten Grundsatzprogramms der CDU und wirkte bei dem von Bundeskanzlerin Merkel initiierten Integrationsgipfel mit.
Außerdem nahm er von 2006 bis 2009 als Mitglied an der Deutschen Islam Konferenz teil und ist seit 2008 Mitglied der Young European Leadership-Delegation des US States Department.

## Unternehmen
Durch seine Tätigkeit als Change-Berater schließt er unmittelbar an sein politisches Bestreben an, den Umgang mit Kultur in Gesellschaft und Organisationen zu verbessern. Inspiriert aus dem Integrationsprozess von Migranten sieht Arslan die Kultur als Quelle für die Veränderungsfähigkeit von Menschen und Organisationen. In seinem Unternehmen beschäftigt er etwa 40 Mitarbeiter und Mitarbeiterinnen und berät in erster Linie öffentliche Verwaltungen. Im Besonderen geht es um die Begleitung von Veränderungsprozessen und die Entwicklung von Führungs- und Teamkompetenzen. Methodisch arbeitet er primär mit Ansätzen aus der systemischen Beratung.